# Тёси
Тёси (яп. 銚子市 Тё:си-си) — город в Японии, находящийся в префектуре Тиба. Площадь города составляет 83,91 км², население — 65 527 человек (1 августа 2014), плотность населения — 780,92 чел./км².

## Географическое положение
Город расположен на острове Хонсю в префектуре Тиба региона Канто. С ним граничат города Асахи, Камису и посёлок Тоносё.

## Население
Население города составляет 65 527 человек (1 августа 2014), а плотность — 780,92 чел./км². Изменение численности населения с 1980 по 2005 годы:
| 1980 | 89 416 чел. |  |
| 1985 | 87 883 чел. |  |
| 1990 | 85 138 чел. |  |
| 1995 | 82 180 чел. |  |
| 2000 | 78 697 чел. |  |
| 2005 | 75 020 чел. |  |

## Символика
Деревом города считается камелия сасанква, а цветком — ослинник.